# Antic molí arrosser de la Cooperativa Agrícola
L'Antic molí arrosser de la Cooperativa Agrícola és una obra de Sant Jaume d'Enveja (Montsià) inclosa a l'Inventari del Patrimoni Arquitectònic de Catalunya.

## Descripció
Edifici entre mitgeres, de dos nivells visibles des de l'exterior. Guarda la maquinària de l'antic molí d'arròs de la cooperativa agrícola que actualment està traspassada al molí nou situat a l'entrada el poble.
L'estructura de l'edifici original ha sofert diverses alteracions amb el temps per tal d'adaptar-se a les noves necessitats.

## Història
L'edifici original és anterior a la Guerra Civil, quan una empresa local privada l'utilitzava ja com a molí d'arròs. A finals dels anys 50 fou adquirit per la Cooperativa Agrària Local, que hi realitzà reformes.